# Angelo Fioretti
Angelo Fioretti (Varese, 30 marzo 1918 – Varese, 29 settembre 2001) è stato un canottiere italiano, vincitore di quattro medaglie ai Campionati europei: un argento (1938) e tre ori (1947, 1949, 1950).

## Biografia
Angelo Fioretti vinse la sua prima medaglia ai Campionati europei di canottaggio (argento nel quattro con) a Milano 1938, assieme a Guglielmo Del Neri, Mario Acchini, Angelo Isella e al timoniere Alessandro Bardelli
Alla ripresa delle attività agonistiche internazionali, dopo la lunga pausa conseguente allo scoppio della seconda guerra mondiale, lo ritroviamo nell'equipaggio di quell' otto che fu protagonista assoluto - assieme al quattro senza di Giuseppe Moioli, Elio Morille, Giovanni Invernizzi e Franco Faggi - della rinascita del canottaggio azzurro nel dopoguerra tra il 1947 e il 1950. Guidato sempredal timoniere Alessandro Bardelli, l'otto fu costruito attorno a Angelo Fioretti, Pietro Sessa, Fortunato Maninetti e Bonifacio De Bortoli, con l'apporto nel corso degli anni di Luigi Gandini, Ezio Acchini, Mario Acchini, Enrico Ruberti, Mario De Bortoli e Uberto Urbani.
Il primo successo internazionale venne ai Europei di Lucerna 1947 con la conquista della medaglia d'oro. Sfortunata fu invece la partecipazione ai Giochi olimpici di Londra 1948, dove l'otto di Angelo Fioretti, Luigi Gandini, Ezio Acchini, Mario Acchini, Bonifacio De Bortoli, Fortunato Maninetti, Enrico Ruberti, Pietro Sessa e del timoniere Alessandro Bardelli, passata la sua batteria al primo posto, con il tempo di 6'03"8, uscì in semifinale al secondo posto con un modesto 6'52"1.
L'equipaggio dell'otto si prese la sua rivincita vincendo due altri titoli europei ad Amsterdam 1949 e Milano 1950.
Dopo il ritiro dall'attività agonistica, Fioretti divenne allenatore di canottaggio.

## Palmarès
- Europei

Milano 1938: Argento nel 4x
Lucerna 1947: oro nell'8
Amsterdam 1949: oro nell'8
Milano 1950: oro nell'8